# Toni Tešija
Toni Tešija (Split, 23. prosinca 1973.) hrvatski je pjevač i kantautor pop-rock glazbe.
Početkom 1990-ih pohađao je satove kod poznatog splitskog učitelja pop-rock pjevanja Marina Miše Limića, te profesionalnu pjevačku karijeru započinje 1999. godine. Prvi profesionalni nastup kao solo izvođač imao je na Marko Polo festivalu 1999. godine osvojivši nagradu publike s pjesmom „Ja ću tebe uvijek voljeti“ za koju glazbu i tekst potpisuje njegov dugogodišnji prijatelj Dražen Zečić.
2007. godine, Toni Tešija odlučio se za samostalni rad i karijeru kao kantautor. U suradnji s Tihom Orlićem, koji je ujedno producent i aranžer kompletnog Tonijevog albuma, Toni Tešija snima svoj prvijenac, a album namjerava ponuditi publici u 2014. godini.
2011. godine prvi se je put predstavio splitskoj publici i široj javnosti na Splitskom festivalu 2011. pjesmom -"Nema te".
Iste godine nastupa u BiH na Melodijama Mostara 2011. pjesmom -"U meni sve umire".
2012. godine, na glazbenom festivalu zabavne glazbe Zlatna ruža u marini Frapi u Rogoznici osvojio je Grand prix pjesmom Divlji vjetrovi.

## Vanjske poveznice
- Toni Tešija na Facebooku, službena stranica
- Blog na dnevnik.hr
- Josipa Lijović: Glamurozni interviju: Toni Tešija, Glamour
- Toni Tešija, stranica na YouTubeu